# نیازپتروفسک
شهر نیازپتروفسک (به روسی: Нязепетровск) در کشور روسیه و در اوبلاست چلیابینسک واقع شده‌است.